# Pierre Chanoine-Martiel
Pierre Chanoine-Martiel, né le 1er avril 1921 à Paris et mort le 19 mars 2019 à Saint-Saturnin-lès-Avignon,, est un aviateur français. 
Pilote de chasse de la France libre durant la Seconde Guerre mondiale, il devient pilote de ligne après-guerre sur les lignes transatlantiques d’Air France. Le 21 janvier 1976, il est commandant de bord du premier vol commercial du supersonique Concorde,

## Distinctions
- Grand officier de la Légion d'honneur (14 juillet 2005)
- Grand-croix de l'ordre national du Mérite (21 novembre 2017)
- Croix de guerre 1939–1945
- Croix de la Valeur militaire avec étoile de bronze le 16/05/1961
- Croix du combattant volontaire 1939-1945
- Médaille de l'Aéronautique (France)
- Ordre du Mérite aéronautique (Brésil) (officier)
- Médaille d'honneur de l'aéronautique (échelon Or)
- Médaille de la Reconnaissance française, or
- Médaille de la Société d'encouragement au progrès (Grande médaille d'or en 2017)